# Jan Wąsicki
Jan Antoni Wąsicki (ur. 17 czerwca 1921 w Pruszkowie, zm. 6 kwietnia 1995 w Poznaniu) – polski prawnik, specjalizujący się w historii państwa i prawa; nauczyciel akademicki związany z UAM i WSP w Zielonej Górze – jej drugi rektor (1975–1981); polityk komunistyczny, poseł na Sejm PRL IV i V kadencji w latach 1965–1972.

## Życiorys
Syn Jana. Po ukończeniu szkoły elementarnej kontynuował naukę w gimnazjum, którego nie ukończył ze względu na wybuch II wojny światowej. Podczas okupacji dokształcał się na tajnych kompletach w Kraju Warty. Po zakończeniu działań wojennych w 1945 roku podjął studia prawnicze na Uniwersytecie Poznańskim, które w 1948 roku ukończył magisterium. Następnie podjął pracę zawodową na macierzystej uczelni w charakterze asystenta. W tym czasie wstąpił także w szeregi Polskiej Zjednoczonej Partii Robotniczej. W 1950 roku uzyskał na macierzystej uczelni stopień naukowy doktora nauk prawnych, w 1954 roku habilitację, w roku 1960 tytuł profesora nadzwyczajnego, a w 1970 profesora zwyczajnego.
W 1965 zdobył mandat posła na Sejm PRL IV kadencji w okręgu poznańskim. Zasiadał w sejmowych Komisjach Oświaty i Nauki oraz Wymiaru Sprawiedliwości. W 1969 został uzyskał mandat na Sejm PRL V kadencji. Zasiadał w Komitecie Wojewódzkim PZPR oraz w Komisji Prawniczej przy Komitecie Centralnym PZPR.
Na Uniwersytecie im. Adama Mickiewicza w Poznaniu prowadził działalność naukowo-dydaktyczną, pracując w Katedrze Historii Ustroju Państwa na Wydziale Prawa i Administracji. Na poznańskiej uczelni pełnił funkcję prorektora.
Po uruchomieniu na początku lat 60. XX wieku punktu konsultacyjnego UAM w Zielonej Górze prowadził wykłady w tym mieście. W 1964 roku został prezesem Lubuskiego Towarzystwa Naukowego. Mimo prowadzenia zajęć w powstałej w 1971 roku Wyższej Szkoły Pedagogicznej w Zielonej Górze, nie zrezygnował z etatu w Poznaniu. W 1975 roku został dzięki przychylnej postawie miejscowych władz partyjnych nominowany na rektora zielonogórskiej uczelni pedagogicznej. Funkcję tę sprawował przez dwie kadencje do 1981 roku. Ciągłe dojazdy do Zielonej Góry nie pozwoliły mu w pełni skoncentrować się na prowadzeniu tutejszej uczelni, stąd też starał się kontynuować kierunki rozwoju uczelni wytyczone wcześniej. Dokończano inwestycje już rozpoczęte takie, jak dom studencki na 600 miejsc, który budowany w latach 1974–1977 oraz halę sportową (1975–1978). Nie udało się mu natomiast dokończyć budowy zespołu dydaktycznego przy ul. Wojska Polskiego 69, na który składały się: rektorat, administracja, Studium Języków Obcych. Mimo to za jego rządów otworzono dwa nowe kierunki studiów: bibliotekoznawstwo i informację naukową (1975) oraz filologię germańską (1976). Zwiększeniu uległ poziom wykształcenia pracowników uczelni, ponieważ 10 osób uzyskało habilitację, a ponad 30 doktoraty. Pojawili się pierwsi miejscowi profesorowie. Poza tym nawiązano też stałą współpracę z ośrodkami naukowymi i uczelniami w kraju, jak i zagranicą.
Profesor Jan Wąsicki na początku lat 90. XX wieku przeszedł na emeryturę, mimo to prowadził na poznańskiej uczelni wciąż m.in. seminaria jako profesor emerytowany. Zmarł 6 kwietnia 1995 roku w Poznaniu. Pochowany na cmentarzu Junikowo w Poznaniu.
W czasach PRL był odznaczony m.in.: Srebrnym (1954) i Złotym Krzyżem Zasługi, Medalem 10-lecia Polski Ludowej (1954), Krzyżem Kawalerskim, Oficerskim i Komandorskim Orderu Odrodzenia Polski, odznaką tytułu honorowego „Zasłużony Nauczyciel Polskiej Rzeczypospolitej Ludowej”, Odznaką Honorową Miasta Poznania, Odznaką honorową „Za Zasługi w Rozwoju Województwa Poznańskiego”, Odznaką Honorową Gryfa Pomorskiego oraz odznaczeniem im. Janka Krasickiego.